# Oroiu, Mureș
Oroiu (în trecut Oroiul de Câmpie) este un sat în comuna Band din județul Mureș, Transilvania, România.

## Istoric
Pe Harta Iosefină a Transilvaniei din 1769-1773 (Sectio 127), localitatea apare sub numele de „Uraj”.

## Vezi și

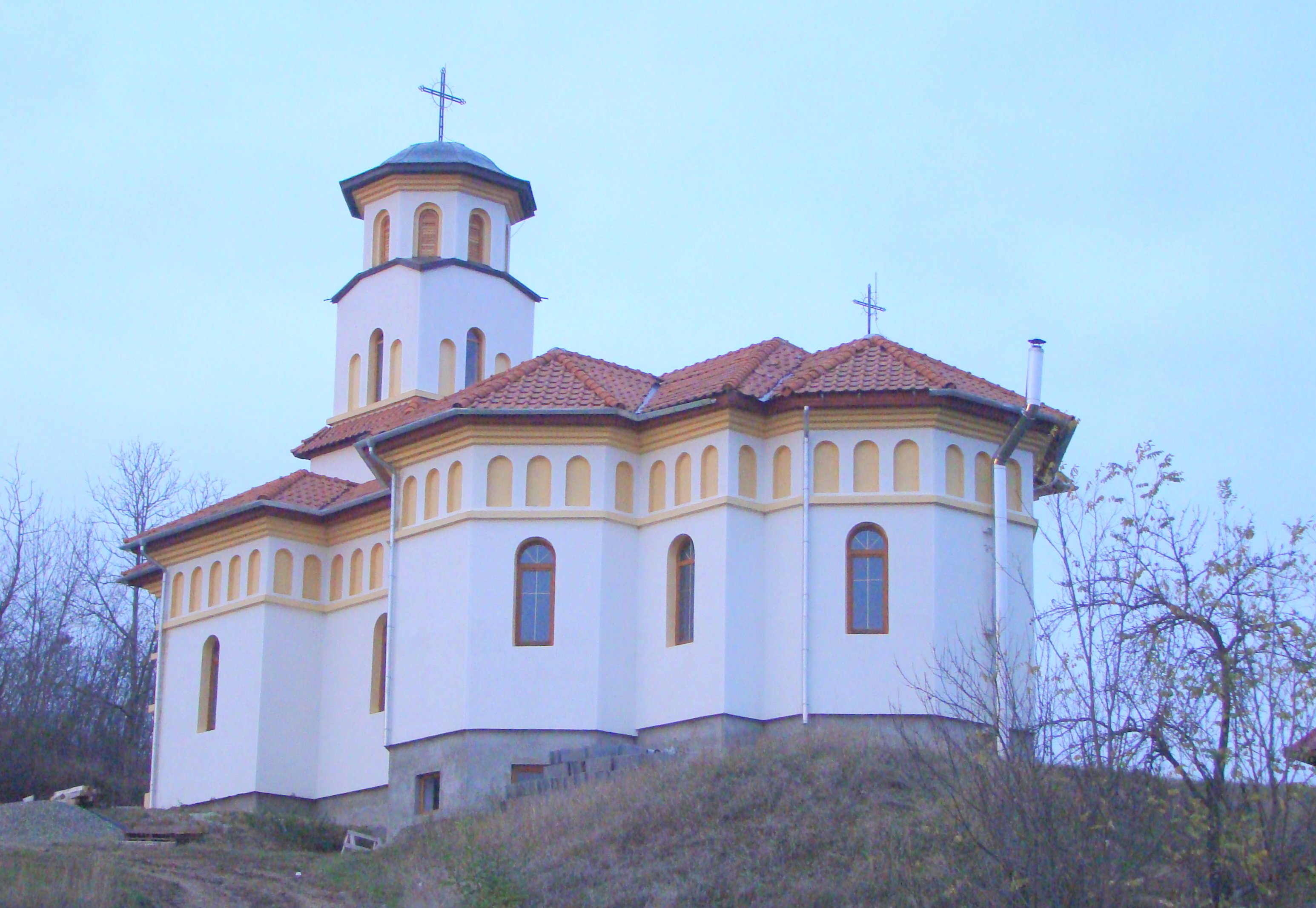
Biserica ortodoxă nouă, în curs de finalizare (noiembrie 2017)